# Hàng xóm của tôi là Totoro (vở kịch)
Hàng xóm của tôi là Totoro là một vở kịch sân khấu được dựa trên bộ anime cùng tên của Studio Ghibli vào năm 1988 do Hayao Miyazaki làm đạo diễn. Tác phẩm chuyển thể này được sản xuất bởi Tom Morton-Smith và sản xuất âm nhạc bởi Joe Hisaishi.

## Nội dung
Vào những năm 1950 tại Nhật Bản, hai cô gái trẻ, Satsuki và Mei có mẹ phải nhập viện vì bệnh lao, do vậy mà họ phải chuyển đến một ngôi làng ở vùng nông thôn để sinh sống. Tại nơi ở mới của mình, họ đã sống cùng với người bố là giáo sư, Tatsuo, một người bị ám ảnh bởi những yêu tinh "bồ hóng đen", susuwatari. Sau đó, họ đã gặp được Totoro, "tinh linh rừng nhìn giống như kết quả của một chương trình nghiên cứu sinh học liên quan đến sóc sin-sin, cú lợn lưng xám và ghế túi đậu". Mei là người đầu tiên phát hiện ra Totoro và cậu bạn này an ủi những cô bé nhìn thấy mình.

## Dàn diễn viên
| Character                  | Barbican Centre 2022 |
| -------------------------- | --- |
| Satsuki                    | Ami Okumura Jones |
| Mei                        | Mei Mac |
| Yasuko                     | Haruka Abe |
| Tatsuo                     | Dai Tabuchi |
| Kanta                      | Nino Furuhata |
| Granny                     | Jacqueline Tate |
| Miss Hara                  | Susan Momoko Hingley |
| Nurse Emiko                | Haruka Kuroda |
| Tsukiko                    | Kanako Nakano |
| Hiroshi                    | Michael Phong Le |
| Những người điều khiển rối | Li-Leng Au Boaz Chad Andrew Futaishi Zachary Hing Yojiro Ichikawa Arina Ii Marian Lee Matthew Leonhart Aki Nakagawa Tobi Poster-Su Si Rawlinson Shaofan Wilson |
| Ca sĩ                      | Ai Ninomiya |

## Sản xuất
Phiên bản anime điện ảnh Hàng xóm của tôi là Totoro đã được ra mắt lần đầu tiên vào năm 1988, do Hayao Miyazaki viết kịch bản và hãng phim Ghibli sản xuất.
Vở kịch do Phelim McDermott làm đạo diễn, được sản xuất và sáng tác bởi Joe Hisaishi và Công ty Royal Shakespeare, hợp tác cùng với Improbable và Nippon TV. Quá trình sản xuất được thực hiện dưới sự đồng ý của Miyazaki, và điều kiện là phải có Hisaishi thực hiện; Hisaishi trước đó đã muốn thưởng thức một chương trình nguyên tác của Nhật Bản được biểu diễn trên toàn thế giới. Tom Morton-Smith đã bắt đầu chuyển thể vở kịch từ bộ phim từ nhiều năm trước đó, trước thông báo vào tháng 4 năm 2022 của Công ty Royal Shakespeare rằng dự án đang trong quá trình dàn dựng. Họ cũng đã xem xét về độ dài của tác phẩm, và quyết định nó sẽ dài hơn bản gốc khoảng một giờ.
Theo Morton-Smith, các buổi diễn tập đã bắt đầu không có kịch bản ở tuần thứ hai. Các vai diễn trẻ em sẽ được thực hiện bởi các diễn viên trưởng thành, Johnny Oleksinski đã viết như vậy trong tờ New York Post và gọi các diễn viên nhí sẽ không thể nắm bắt và thực hiện được các sắc thái của nhân vật. Tuy nhiên, Nick Curtis đã viết trên tờ Evening Standard như sau "việc đưa diễn viên nhí vào là quá sức đối với chúng". Vai diễn Kanta của Furuhata đã nhận được nhiều đánh giá trái chiều, với tờ Oleksinski gọi màn trình diễn này là "dịu dàng" và vui nhộn còn Quentin Letts của The Sunday Times thì viết "thú vị [và] kỳ quặc"; Curtis thì gọi nó là "nhại lại một cách vụng về".

## Giải thưởng
| Year | Giải                | Hạng mục                               | Dành cho                   | Kết quả           |
| ---- | ------------------- | -------------------------------------- | -------------------------- | ----------------- |
| 2023 | WhatsOnStage Awards | Vở kịch mới xuất sắc nhất              | Hàng xóm của tôi là Totoro | Lọt vào danh sách |
| 2023 | WhatsOnStage Awards | Diễn viên kịch xuất sắc nhất           | Mei Mac                    | Lọt vào danh sách |
| 2023 | WhatsOnStage Awards | Đạo diễn xuất sắc nhất                 | Phelim McDermott           | Lọt vào danh sách |
| 2023 | WhatsOnStage Awards | Chỉ đạo/Đạo diễn âm nhạc xuất sắc nhất | Bruce O'Neil và Matt Smith | Lọt vào danh sách |
| 2023 | WhatsOnStage Awards | Thiết kế ánh sáng xuất sắc nhất        | Jessica Hung Han Yun       | Lọt vào danh sách |
| 2023 | WhatsOnStage Awards | Thiết kế bối cảnh xuất sắc nhất        | Tom Pye và Basil Twist     | Lọt vào danh sách |
| 2023 | WhatsOnStage Awards | Thiết kế âm thanh xuất sắc nhất        | Tony Gayle                 | Lọt vào danh sách |
| 2023 | WhatsOnStage Awards | Thiết kế video xuất sắc nhất           | Finn Ross và Andrea Scott  | Lọt vào danh sách |
| 2023 | WhatsOnStage Awards | Thiết kế đồ họa xuất sắc nhất          | Toshio Suzuki và Dewynters | Lọt vào danh sách |